# Ceraclea perplexa
Ceraclea perplexa är en nattsländeart som först beskrevs av Mclachlan 1877.  Ceraclea perplexa ingår i släktet Ceraclea och familjen långhornssländor. Arten är reproducerande i Sverige. Inga underarter finns listade i Catalogue of Life.